# Anne Samplonius
Anne Samplonius (* 11. Februar 1969 in Grand Rapids) ist eine ehemalige kanadisch-US-amerikanische Radrennfahrerin.
Anne Samplonius, die niederländische Wurzeln hat, wurde in den USA geboren und wuchs in Kanada auf. Sie besitzt die Staatsangehörigkeiten beider Länder.
1994 wurde Anne Samplonius Vize-Weltmeisterin im Einzelzeitfahren bei den Straßen-Weltmeisterschaften im italienischen Agrigento. Seitdem gehört sie zur Welt-Elite der Einzelzeitfahrerinnen. Mehrfach belegte sie in dieser Disziplin Podiumsplätze bei kanadischen Straßenmeisterschaften, 2007 wurde sie kanadische Meisterin und errang die Goldmedaille bei den Panamerikanischen Spielen in Rio de Janeiro. 2008 gewann sie die Ronde van Gelderland, die Tour de Leelanau und erneut die kanadische Meisterschaft im Einzelzeitfahren. 2010 siegte Samplonius beim Chrono Champenois – Trophée Européen und belegte den achten Rang bei der Route du France Féminine. Insgesamt startete sie bei 13 Straßenweltmeisterschaften. 2012 beendete sie ihre Radsportlaufbahn.
Nach der Beendigung ihrer aktiven Zeit arbeitete Samplonius 2012 als Online-Redakteurin für RusVelo und ab 2013 als Content-Managerin für Trek Factory Racing. Sie arbeitet auch als Trainerin.

## Erfolge
1994
- Weltmeisterschaft – Einzelzeitfahren

2007
- Panamerikaspielesiegerin – Einzelzeitfahren
- Kanadische Meisterin – Einzelzeitfahren

2008
- Ronde van Gelderland
- Tour de Leelanau
- Kanadische Meisterin – Einzelzeitfahren

2010
- Chrono Champenois – Trophée Européen